# Stenothyra recondita
Stenothyra recondita is een slakkensoort uit de familie van de Stenothyridae. De wetenschappelijke naam van de soort is voor het eerst geldig gepubliceerd in 1929 door Lindholm.